# Michelle Schwerdtner
Michelle Schwerdtner (* 4. Februar 1997 in Dresden als Michelle Petter) ist eine deutsche ehemalige Volleyballspielerin.

## Karriere
Schwerdtner begann ihre Karriere als Petter 2009 beim VC Olympia Dresden, der Nachwuchsmannschaft des Dresdner SC. Ab 2013 spielte sie mit dem Team in der Zweiten Bundesliga Süd. 2015 wechselte die Libera zum Bundesligisten VfB Suhl Lotto Thüringen. In der ersten Saison belegte Suhl mit Schwerdtner den vorletzten Platz in der Liga. In der Saison 2016/17 unterlag der VfB in den Pre-Play-offs. Zur Saison 2017/18 kehrte Schwerdtner zurück zum Dresdner SC. Dort erreichte sie mit dem Dresdner Verein den Pokalsieg sowie den Einzug in das Playoff-Halbfinale und verlängerte im Mai 2018 ihren auslaufenden Vertrag um ein weiteres Jahr. In der Saison 2018/19 schied sie mit dem Team bereits im Playoff-Achtelfinale aus dem Kampf um die Deutsche Meisterschaft aus. Im April 2019 gab der Dresdner SC bekannt, gemeinsam mit Schwerdtner nach einem Verein zu suchen, der sie als Stammlibera einsetzt, wodurch sie kontinuierlich Spielpraxis sammeln soll. Mitte Mai 2019 folgte die Verpflichtung durch Schwarz-Weiß Erfurt, wo sie einen Einjahresvertrag unterzeichnete. Zur Saison 2022/23 wechselte Schwerdtner zum Deutschen Meister und Pokalsieger Allianz MTV Stuttgart und unterschrieb dort einen Zweijahresvertrag. Hier gewann sie 2023 die Deutsche Meisterschaft. Im Oktober 2023 wurde sie VBL-Supercupsiegerin, 2024 wurde sie mit Stuttgart erneut DVV-Pokalsiegerin und Deutscher Meister.
Zum Ende der Saison 2023/24 gab sie nach neun Jahren Bundesliga das Ende ihrer Karriere bekannt.

## Persönliches
Michelle Petter heißt seit ihrer Hochzeit 2023 Michelle Schwerdtner.